# Camera anecoica

Test su cuffie audio all'interno di una camera anecoica

Una camera anecoica è un ambiente di laboratorio strutturato in modo da ridurre il più possibile la riflessione di segnali sulle pareti. Il termine, dal greco, significa infatti "privo di eco", ed è particolarmente utile per studi che comportano la necessità di ricreare, in un ambiente chiuso, condizioni simulate di spazio aperto di dimensione infinita, come conseguenza dell'assenza di riflessioni, per effettuare ad esempio misure di precisione in diversi possibili ambiti.

## Generalità
Una camera anecoica può presentare questa caratteristica su tutte le pareti, oppure può essere caratterizzata da un pavimento riflettente, nel qual caso viene più propriamente indicata come camera semianecoica.
Le camere anecoiche vengono comunemente usate per effettuare delle misure in condizioni controllate, e possono presentare questa caratteristica sia dal punto di vista acustico sia elettromagnetico, a seconda dello scopo per le quali vengono realizzate. I due tipi di camera hanno delle forti similitudini, a causa delle analogie fra le onde acustiche e le onde elettromagnetiche oggetto delle misurazioni.
Le camere anecoiche sono tipicamente dotate di una schermatura esterna, al fine di mantenere confinato all'esterno della zona di misura il rumore che potrebbe interferire con la stessa.

## Camere elettromagneticamente anecoiche
Le camere elettromagneticamente anecoiche vengono usate principalmente per i test di compatibilità elettromagnetica, previsti dalla normativa vigente a livello mondiale: qualsiasi componente elettrico prima di essere immesso sul mercato deve, infatti, essere provato per verificare che non possa provocare danni alla salute dell'utente, che non causi interferenze con altri apparecchi elettrici nelle vicinanze e che non subisca i disturbi che queste stesse apparecchiature diffondono. Altri campi di applicazione sono ad esempio la misura del diagramma di radiazione delle antenne o della sezione radar equivalente, o l'osservazione di fenomeni di riflessione, diffrazione o scattering elettromagnetico.
Il campo di applicazione e l'intervallo di frequenze utilizzato dettano la dimensione della camera stessa. Una camera anecoica può essere grande anche meno di un metro cubo oppure raggiungere le dimensioni di un hangar. La camera anecoica più grande al mondo (Benefield Anechoic Facility) si trova presso la Edwards Air Force Base negli Stati Uniti ed è in grado di contenere aerei delle dimensioni di un Boeing C-17 Globemaster III.

### Sezione anecoica

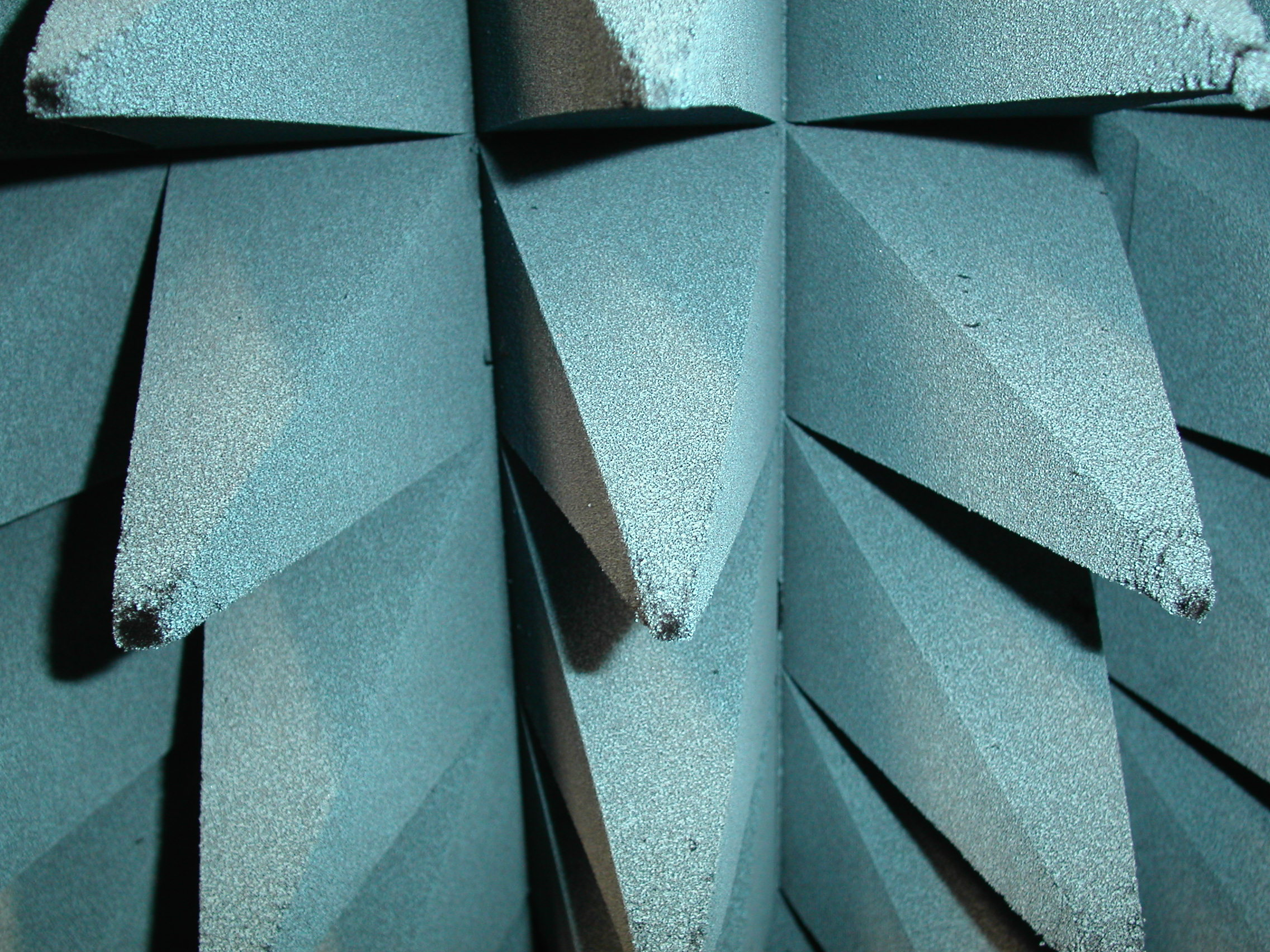
Dettaglio della parete interna di una camera anecoica con forme piramidali

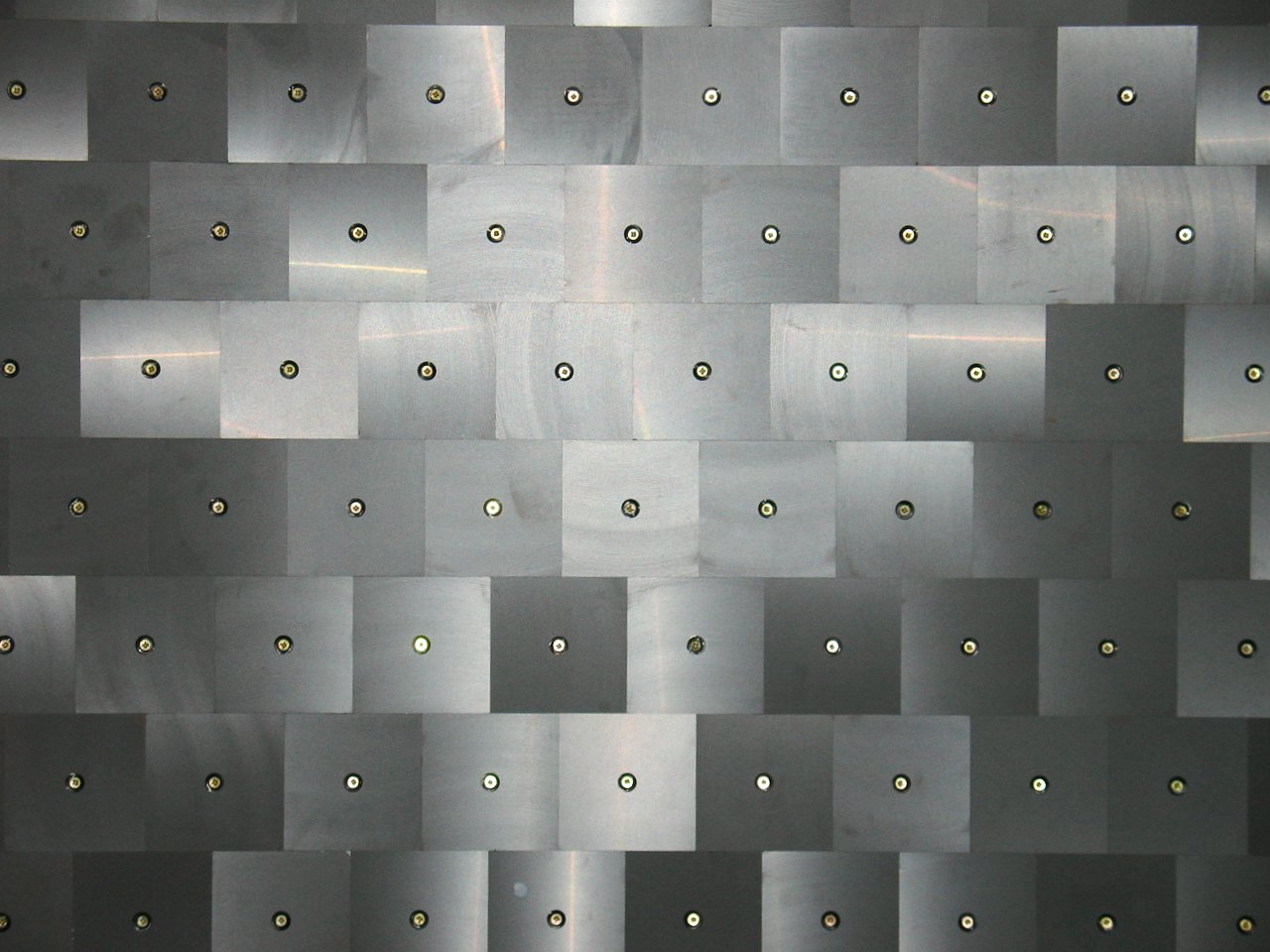
Dettaglio della parete interna di una camera anecoica con elementi in ferrite

La funzione di anecoicità della camera viene realizzata da materiale in grado di assorbire le onde elettromagnetiche incidenti. Tale materiale deve ricoprire in modo più estensivo possibile le pareti e ogni altra superficie metallica all'interno della stanza.
Esistono principalmente due soluzioni per realizzare delle pareti anecoiche:
- Piramidi o cunei di materiale plastico spugnoso, adeguatamente trattato al fine di massimizzare le caratteristiche di assorbimento delle onde elettromagnetiche. Tale risultato si ottiene comunemente con una miscela di polveri di ferro e carbonio. La forma delle piramidi e dei cunei massimizza il numero di riflessioni sul materiale dell'onda incidente, aumentando l'efficacia del materiale.
- Pannelli di ferrite, materiale che presenta la caratteristica di convertire in energia termica l'energia elettromagnetica associata al campo incidente.

Tali soluzioni possono essere combinate.

### Sezione schermante
La camera anecoica è racchiusa in una "scatola" ad alta conducibilità elettrica (tipicamente metallica) al fine di schermare i campi elettrici provenienti dall'esterno, secondo il principio della gabbia di Faraday. Per garantire un'adeguata efficacia la schermatura esterna è spesso costituita da due barriere di materiale metallico schermante e può essere completata da uno strato sottile di materiale ferromagnetico tale da produrre una buona schermatura anche per quel che riguarda il campo magnetico.

## Camere acusticamente anecoiche
Le camere anecoiche possono essere progettate per ottenere l'anecoicità in campo acustico: queste stanze sono concepite in modo tale da ottenere il massimo abbattimento delle riflessioni del suono tramite l'adozione di forme particolari e l'uso di materiali fonoassorbenti. La camera anecoica più grande e silenziosa d'Italia si trova nel Dipartimento di Ingegneria dell’Università di Ferrara. Qui di notte, a detta dei ricercatori, nel corso di alcuni test è stato misurato senza certificarlo un livello di rumore pari a -22 dB(A), inferiore a quello del record ufficiale di -20,35 dB(A) riportato nel Guinness dei Primati e registrato in una camera anecoica della Microsoft a Redmond, negli Stati Uniti. Per confronto, la soglia di udibilità è di 0 dB(A), che corrisponde a un’energia sonora di oltre cento volte superiore.
Una versione più semplice, chiamata camera ad acustica controllata è quella tipicamente realizzata negli studi di registrazione dove si cerca un suono pulito e fedele, in particolare per strumenti con cassa di risonanza (come quelli a corde) o voce che soffrono della presenza di eco.
Uno degli effetti curiosi della camera anecoica acustica è la degradazione del senso di equilibrio: l'orecchio, infatti, contribuisce alla percezione spaziale basandosi sull'eco. L'artificiale cancellazione della stessa compromette parzialmente l'efficacia dei sistemi di orientamento istintivi, basati su un organo apposito sito nell'orecchio interno.